# Montagne Noire
Montagne Noire is een kleine, middelhoge bergketen (circa 35 kilometer van oost naar west en 25 kilometer van noord naar zuid), globaal tussen Carcassonne en Mazamet. Hoogste punt is de Pic de Nore met 1214 meter.
Geologisch gezien is de Montagne Noire de meest zuidwestelijke uitloper van het Centraal Massief; in het noordoosten gaat het over in de Monts de l'Espinouse. Met de Monts de Lacaune verder naar het noorden vormen deze het Parc Régional du Haut-Languedoc.

## Naam
Het gebergte dankt zijn naam (Zwart Gebergte) aan de donkere bossen aan de noordkant en aan een meteorologisch verschijnsel: door botsing van atlantische en mediterrane luchtstromen hangt er vaak een zeer dichte bewolking boven het gebergte; door de schaduw hiervan ziet het er altijd erg donker uit.

## Fysische geografie

Kaart van de Montagne Noire

### Ontstaan
Geologisch gezien is de Montagne Noire een licht gekanteld plateau waarin de van noord naar zuid uitgesleten rivierdalen voor reliëf zorgen. Door deze kanteling is de noordkant van het gebergte aanzienlijk steiler dan de zuidkant, die het eigenlijke plateau vormt. Het gebergte werd opgeworpen tijdens de Variscische orogenese aan het eind van het Carboon, zo'n 300 miljoen jaar geleden. Daarvoor was het gehele gebied van het Centraal Massief een warme zee, waarin zandsteen, schalie en kalksteen zich konnen vormen. Het gebergte kent verder graniet-, gneiss- en schist-formaties, met voorheen rijke aders zilver- en gouderts (inmiddels uitgeput). Bij Caunes-Minervois zijn marmergroeven, die vroeger wit, zwart en roze marmer leverden. Tegenwoordig wordt alleen nog roze marmer gedolven.

### Riviertjes
Vanwege de overvloedige regenval ontspringen er veel riviertjes. Deze overvloedige regenval bracht Jean-Paul Riquet, ingenieur van het Canal du Midi, ertoe om een aantal van deze riviertjes om te leiden via een aantal spaarbekkens, om zo het kanaal te kunnen voeden. Deze spaarbekkens en kanalen zijn nog steeds in gebruik. De Montagne Noire maakt deel uit van de continentale waterscheiding; de riviertjes ten noorden en westen komen uiteindelijk uit in de Atlantische Oceaan, terwijl die ten zuiden en oosten uitkomen in de Middellandse Zee.
Aan het eind van de 18e eeuw vormde de Arnette een belangrijke energiebron voor de zogenaamde blootwolindustrie van Mazamet, waardoor dit een van de vroegste Franse centra van het industriële tijdperk werd. In het nauwe en steile dal van de rivier zijn nog talloze ruïnes van door waterkracht aangedreven fabrieken te zien; het is in feite één groot (maar slecht onderhouden) industrieel monument.
Aan de zuidkant van de Montagne Noire lopen diverse riviertjes waarvan de naam is afgeleid van het hier aanwezige goud en zilver, zoals de Orbiel (Or Biel; Occitaans voor "oud goud") en de Argent Double ("dubbel zilver"). In de dalen van deze riviertjes vond al in de prehistorie mijnbouw en metaalbewerking plaats. In 2003 ging de laatste goudmijn van West-Europa, die van Salsigne langs de Orbiel, dicht in verband met toenemende exploitatiekosten.

### Grotten
In het gebergte is een aantal grote grottencomplexen te vinden. De belangrijkste zijn de Grotte de Limousis en de Gouffre Géant de Cabrespine. Beide laten het gehele gamma aan kristalvorming zien. Vooral de aragoniet-formaties in de grotten worden geroemd; die van de Grotte de Limousis behoren tot de grootste ter wereld. De Gouffre Géant is een bijna 300 meter hoge grot waarvan het dak nog zeer dun is. Beide grotcomplexen zijn te bezoeken.

### Klimaatgrens
Het gebergte markeert de scheidslijn tussen het Atlantisch klimaattype (zeeklimaat) en het Mediterraan klimaattype. Van west naar oost en van noord naar zuid laat de Montagne Noire dan ook twee volledig andere gezichten zien: op de noordhellingen vind je dichte naaldboombossen, op de zuidhellingen tamme kastanjebossen en de zogenaamde garrigue, de bossige begroeiing van kermeseik, lavendel en tijm. Door de overgang tussen beide klimaatsoorten is er een zeer rijk planten- en dierenleven.
Vanwege de ligging valt er voornamelijk op de noord- en westhellingen zeer veel regen; ongeveer zeven maal zo veel als gemiddeld in Nederland, terwijl de jaarlijkse hoeveelheid regen aan de zuidzijde ongeveer gelijk is met die in Nederland. Ten zuiden van de Montagne Noire is een smalle strook laagland, de Corridor du Bas-Languedoc, die circa 20 kilometer verder naar het zuiden overgaat in de noordelijke uitlopers van de Pyreneeën. In deze corridor staat altijd veel wind (ca. 70% westenwind met een kracht van 6 Beaufort of harder). Dit was dus de ideale plek voor de aanleg van Frankrijks eerste windturbinepark (vlak bij Limousis), gestart in 1995. Dit windturbinepark is in april 2010 ontmanteld. Inmiddels zijn er diverse windturbineparken hoger in de Montagne Noire aangelegd.

## Geschiedenis

### Scheidslijn Franken en Visigoten
Voor de Romeinen was een van de redenen om dit deel van Gallië te veroveren de aanwezigheid van de goud- en zilveraders. In het landschap zijn nog een aantal bruggen en wegen bewaard gebleven uit deze tijd; een aantal kastelen is gebouwd op de funderingen van Romeinse verdedigingswerken (Cabaret). Gedurende de Vroege Middeleeuwen vormde de Montagne Noire de scheidslijn tussen de koninkrijken van de Franken en de Visigoten (Septimanië). Veel van de kastelen waarvan nu nog de ruïnes in het gebied te vinden zijn vinden hun oorsprong in deze tijd (Hautpoul). Het kastelencomplex van Lastours, met de hoofdburcht Cabaret, vormde het regionale centrum en was een van de belangrijkste centra van het Occitaanse hoofse leven. De winning van edelmetalen was de belangrijkste inkomstenbron voor de heren van Cabaret. De (wijn-)streek Cabardès dankt zijn naam aan dit kastelencomplex.

### Katharen
De Katharen waren in de Montagne Noire sterk vertegenwoordigd en bleven hier ook langer actief dan in de Bas-Languedoc. Dit was in niet geringe mate te danken aan de bescherming van de kasteelheren van Cabaret, wier kastelencomplex niet door de Franse troepen kon worden ingenomen ondanks herhaalde belegeringen. Nadat met het Verdrag van Meaux een eind kwam aan de Kruistocht tegen de Katharen werden alle kasteelheren met kathaarse sympathieën echter afgezet en hun heerlijkheden en kastelen verdeeld tussen de Franse kroon en de Katholieke kerk; hierna leden de katharen ook hier zwaar onder vervolging. De inname van de streek door de Fransen betekende ook het einde van de Occitaanse hoofse cultuur. Door de geïsoleerde ligging en geringe strategische betekenis bleef de streek wel buiten het krijgsgewoel van de Honderdjarige Oorlog, mede omdat de meeste goud-, zilver- en koperaders ook in deze tijd uitgeput raakten.

## Economie en landgebruik
De bevolking is grotendeels zelfvoorzienend. Men leeft nog voornamelijk van de veeteelt, de jacht en de opbrengst van de uitgestrekte kastanjewouden op de zuidhellingen. Hierin is de laatste jaren wel verandering gekomen; door de unieke meteorologische condities is hier relatief veel radioactieve neerslag neergedaald na de ramp in Tsjernobyl. Daarom wordt sinds een aantal jaren afgeraden om paddenstoelen uit de bossen te eten. Vooralsnog is dit advies niet uitgebreid tot andere voedingsmiddelen.

### Toerisme
Met het sluiten van de laatste goudmijn viel een belangrijke werkgever weg. Om toch enige werkgelegenheid te genereren wordt inmiddels door de diverse gemeenten voorzichtig geprobeerd het toerisme op gang te brengen. Hierbij profileert men zich vooral als 'groene' bestemming en als wandelgebied.